# Radio Shalkar
Radio Shalkar est une station de radio publique kazakhe appartenant à la Corporation de radio et de télévision du Kazakhstan. Créée en 1966, elle est centrée sur la culture et l’information.

## Histoire
Radio Shalkar voit le jour le 1er janvier 1966, près de vingt-cinq ans après son aînée Kazakh Radio. Créée sous l’impulsion des autorités de la République socialiste soviétique kazakhe, elle a dès l’origine une vocation culturelle, mais aussi politique. Après l’indépendance du pays en 1991, elle passe dans le giron de la toute nouvelle Corporation de radio et de télévision du Kazakhstan et est dotée d’une mission de service public. Sa mission est dès lors de « préserver l’héritage culturel du Kazakhstan » à travers le prisme de la littérature, de la musique (notamment de la musique traditionnelle) et de l’histoire. Elle diffuse également des émissions éducatives et des informations, sous la forme de journaux et d’émissions thématiques où l’analyse prédomine. Depuis le 1er septembre 2012, Kazakh Radio est diffusée depuis le nouveau centre de diffusion « QazMedia Ortalygy », au cœur de la capitale, Astana.
Radio Shalkar émet essentiellement en modulation de fréquence (bande FM) et en ondes moyennes. Un réseau d’émetteurs permet de la recevoir dans toutes les grandes villes du pays.